# Ancienne église paroissiale Notre-Dame de Rungis
L’ancienne église paroissiale Notre-Dame de Rungis est une église de culte catholique située dans la commune de Rungis et le département du Val-de-Marne, en France, détruite au cours du XXe siècle. Elle est attenante à la chapelle du Prieuré Saint-Grégoire.

## Historique
D'après la titulature de l'église, sa paroisse serait probablement tardive.
À proximité se trouvait la source des Maillets, asséchée depuis un siècle, qui alimentait l'aqueduc d'Arcueil.
La commune est occupée en 1815 puis pendant la guerre de 1870. Ces combats conduiront à la destruction de cette église au début du XXe siècle.
Elle sera remplacée en 1909 par l'église Notre-Dame-de-l'Assomption de Rungis.

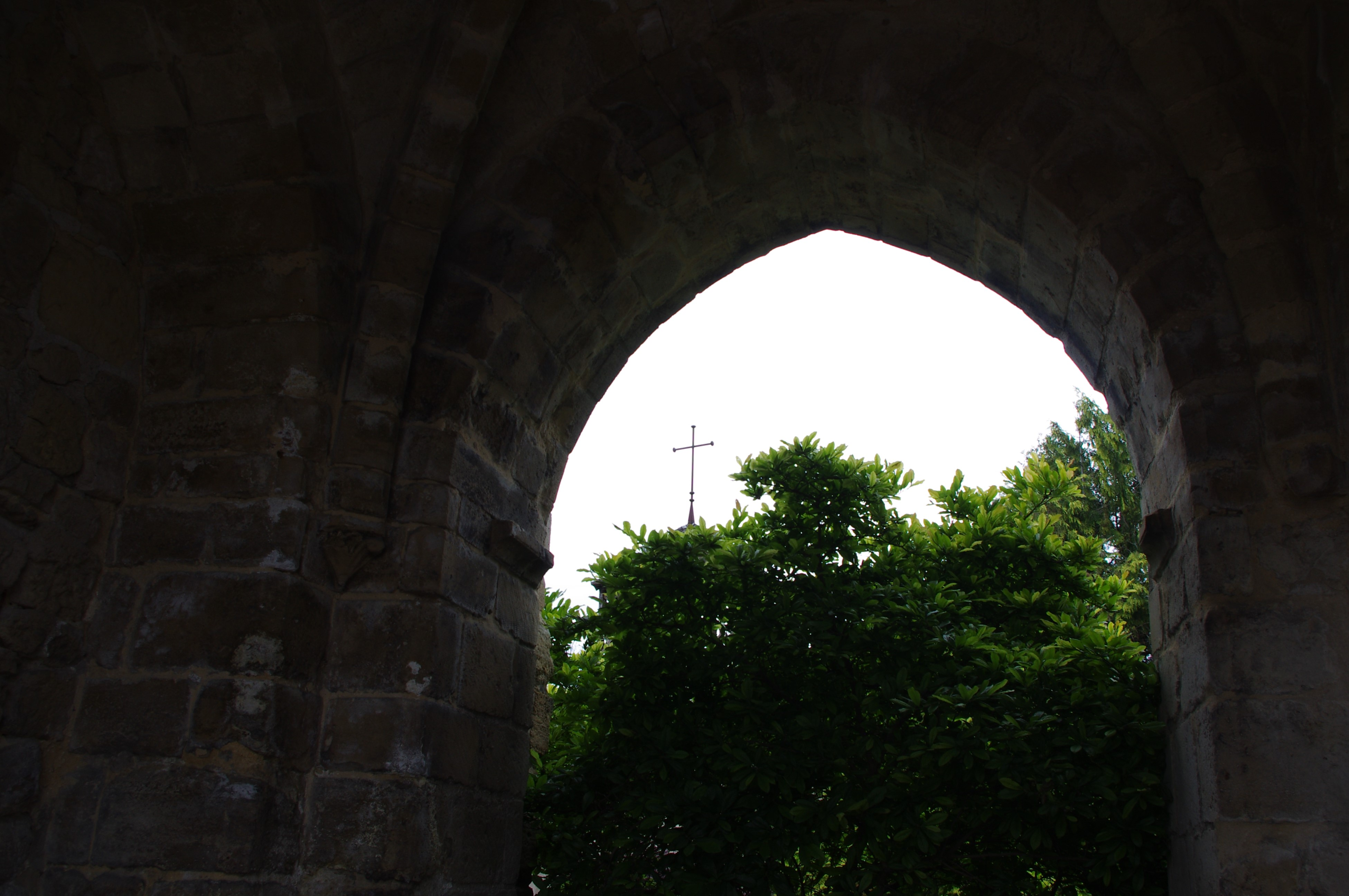
La voûte
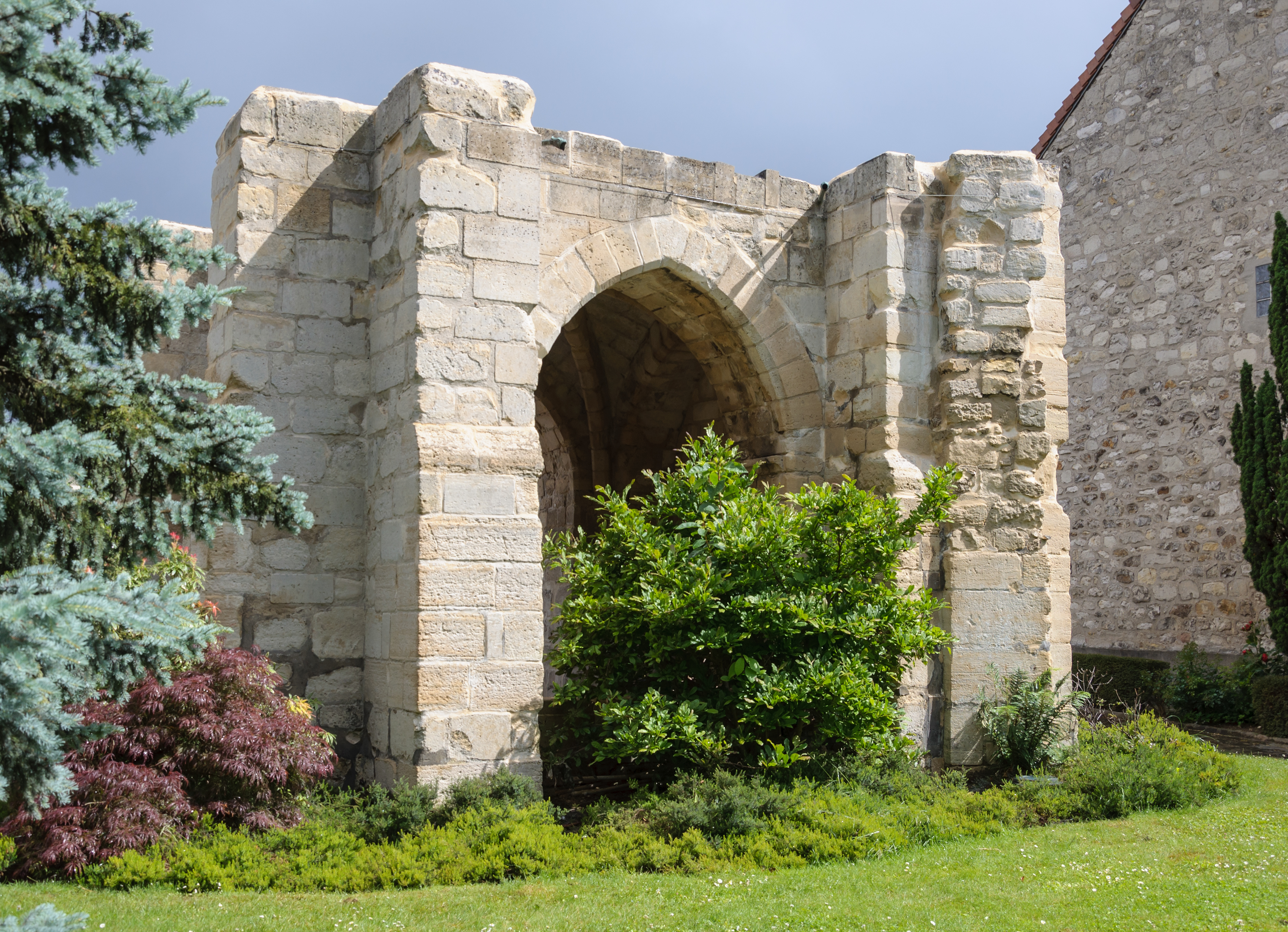
Vestiges du clocher.
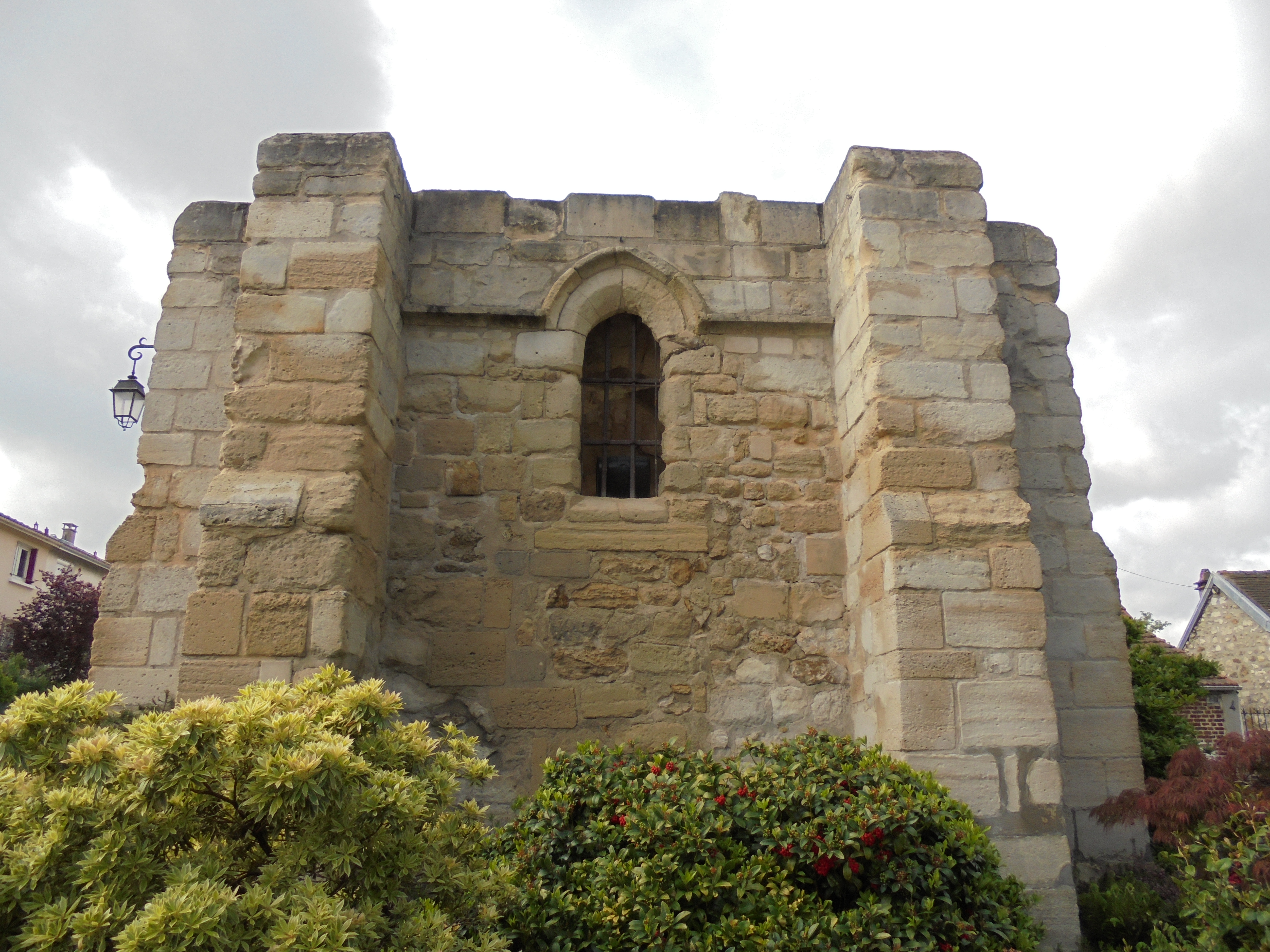
Vue côté est

## Curés
- 1807 : Fayard, desservant à cette date [6]